# سورستان (باخرز)
سورستان، روستایی از توابع بخش بالاولایت شهرستان باخرز در استان خراسان رضوی ایران است .   
.   

## جمعیت
این روستا در دهستان بالاولایت قرار دارد و براساس سرشماری مرکز آمار ایران در سال ۱۳۸۵، جمعیت آن ۷۶۶ نفر (۱۵۰خانوار) بوده‌است.
و بر اساس سرشماری سال ۱۳۹۵ جمعیت آن به ۹۳۷ نفر رسیده است.